# Vejle
Vejle – portowe miasto w Danii, stolica regionu Syddanmark, znajdujące się nad fiordem Vejle, siedziba gminy Vejle. W latach 1970-2006 siedziba dawnej gminy Vejle i okręgu Vejle Amt.

## Zabytki oraz interesujące miejsca
- Skt Nicolai Kirke (kościół)
- Muzeum Sztuki
- Muzeum Vejle
- Vejle Vindmølle
- Økolariet

## Turystyka
- Schronisko młodzieżowe
- Kemping

## Przemysł
Znajduje się tu fabryka Tulip produkująca kilkaset milionów kiełbasek rocznie. Ponadto w mieście rozwinął się przemysł włókienniczy, maszynowy, petrochemiczny oraz metalowy.

## Sport
Znajduje się tutaj klub sportowy Vejle Boldklub. W tym klubie karierę rozpoczynali Allan Simonsen i Thomas Gravesen. 
W mieście urodził się też szwajcarski kolarz zawodowy Tony Rominger.

## Miasta partnerskie
- Szlezwik, Niemcy
- Mikkeli, Finlandia
- Roquebrune-Cap-Martin, Francja
- Jełgawa, Łotwa
- Molde, Norwegia
- Borås, Szwecja